# Nickson Gabriel Reis Silva
Nickson Gabriel Reis Silva (Recife, 26 agosto 1997) è un calciatore brasiliano, centrocampista del Leônico.

## Caratteristiche tecniche
È un trequartista.

## Carriera
Cresciuto nelle giovanili del Vitória, ha esordito in prima squadra il 1º novembre 2014 in occasione del match di Série A perso 1-0 contro il Grêmio.

## Palmarès

### Competizioni statali
- Campionato Baiano: 1

Vitória: 2016